# طاش 13 (مسلسل)
طاش ما طاش 13، مسلسل كوميدي سعودي من إنتاج شركة ارا الدولية والعرض الأول كان في (4 اكتوبر 2005).

## فريق الممثلين
من بطولة الممثلون:
ناصر القصبي 
 عبد الله السدحان 
 حبيب الحبيب 
 عبد الاله السناني 
 يوسف الجراح 
 فهد الحيان 
 أمل حسين 
 ابتسام العطاوي 
 ريفان كنعان 
 فضيلة المبشر 
 نوال محمد 
 ناريمان عبد الكريم 
 بشير الغنيم 
 علي المدفع 
 حسن عسيري 
 عمر الديني 
 عبد العزيز السكيرين 
 يوسف اليوسف 
 تركي السدحان 
 جعفر الغريب 
 أيمن المديفر 
 فيصل العيسى 
 عبد العزيز الحماد 
 ليلى السلمان 
 بدور عبد الله 
 أميرة محمد 
 عبد المحسن النمر 
 إيمان القصيبي 
 إبراهيم الحساوي
تأليف عبد الله السدحان و ناصر القصبي وإخراج عبد الخالق الغانم.

## وصلات خارجية
صفحة المسلسل على موقع السينما 